# ジー・シネ・アワード
ジー・シネ・アワード（Zee Cine Awards）は、インドのボリウッド作品を対象とした映画賞。1997年11月に設立され、翌1998年に第1回授賞式が開催された。

## 授賞式
2004年までは毎年ムンバイで開催されていたが、映画賞が国際的に認知されたことに伴いドバイ・ロンドン・モーリシャス・マレーシアなどインド国外で開催されるようになった。2009年と2010年は開催されず、2011年に再開された際はシンガポールで授賞式が行われ、2012年はマカオのコタイ・アリーナで開催された。2018年の授賞式はムンバイで開催された。

## 賞

### 大衆賞
- 作品賞
- 主演男優賞
- 主演女優賞
- 歌曲賞（英語版）

### 審査員賞
| - 審査員選出作品賞 - 監督賞 - 審査員選出主演男優賞 - 審査員選出主演女優賞 - 助演男優賞 - 助演女優賞 - 悪役賞 - コメディアン賞 | - 有望監督賞 - 新人男優賞 - 新人女優賞 - 男性プレイバックシンガー賞 - 女性プレイバックシンガー賞 - 音楽賞 - 作詞賞 - 生涯功労賞 |

### 技術賞
| - 作曲賞 - 台詞賞 - 原案賞 - 脚本賞 - 撮影賞 - 編集賞 - アクション賞 | - プロダクションデザイン賞 - 音響デザイン賞 - 振付賞 - 衣装デザイン賞 - 視覚効果賞 |